# František Jílek (1865–1911)
František Jílek (16. února 1865 Písek – 25. ledna 1911 Královské Vinohrady) byl český dirigent a hudební skladatel.

## Život
V některých regionálních publikacích je uváděn jako místo narození Písek v okrese Hradec Králové . Jde o zřejmý omyl, neboť prokazatelně studoval na gymnáziu v Písku v Jižních Čechách .
Navštěvoval gymnázium v Písku a zde také získal základní hudební vzdělání u hudebního skladatele Františka Gregory. Ve studiu pokračoval na Pražské konzervatoři, kde byli jeho učiteli Antonín Bennewitz na housle a Zdeněk Fibich na kompozici a klavír. V letech 1885–1889 hrál 1. housle v orchestru Národního divadla.
Jako operní dirigent začínal u německého divadla v Opavě. V letech 1891–1892 působil u divadelní společnosti Ladislava Chmelenského a v letech 1892–1893 u společnosti Vendelína Budila. V roce 1893 řídil řadu představení Smetanovy Prodané nevěsty v divadle Unter den Linden v Berlíně. V operním souboru zpívala Růžena Maturová, se kterou se později oženil. Ke stému výročí narození Wolfganga Amadea Mozarta uvedl poprvé v Brně symfonický koncert orchestru Národního divadla (Requiem, Symfonie Jupiter).
Poté působil jako operní dirigent v Sarajevu a od roku 1894 vyučoval na konzervatoři v Záhřebu housle, komorní hru a operní zpěv. V roce 1903 vystoupil na pozvání Karla Kovařovice v Národním divadle v Praze a od 15. září 1905 zde byl trvale angažován. V Národním divadle zůstal až do své smrti v roce 1911.
Pohřben byl na Olšanských hřbitovech.

## Dílo
Skladatelské dílo není příliš rozsáhlé a nesklidil za ně žádný větší úspěch. Připomínají se:
- Cigánovy housle (melodram na slova Jaroslava Vrchlického, 1890)
- Jaro (ženský sbor, 1890)
- Vienac hrvatskich pesana (1897)
- První májová noc (kantáta)

Několik oper zůstalo ve stádiu náčrtu.